# Primera División de Nicaragua
De Primera División de Nicaragua is de hoogste voetbalklasse in Nicaragua. De competitie startte in 1933.

## Titels per club (1933-2014)
| Club                        | Titels | Club                | Titels |
| --------------------------- | ------ | ------------------- | ------ |
| Diriangén FC                | 26     | FC Juventus Managua | 2      |
| Real Estelí                 | 13     | Deportivo Masaya    | 2      |
| Santa Cecilia               | 5      | Alas Managua        | 1      |
| Universidad Centroamericana | 4      | Bufalos Rivas       | 1      |
| América Managua             | 3      | Colegio C-A         | 1      |
| Aduana Managua              | 3      | Deportivo Jalapa    | 1      |
| Deportivo Walter Feretti    | 2      | La Salle            | 1      |
| Club Atlético Managua       | 2      | La Nica             | 1      |
| Ferrocarril                 | 2      | Lido                | 1      |
| Flor de Caña                | 2      |                     |        |

## Kampioenen
| - 1933 : Alas - 1934 : Club Atlético - 1935-38 : niet gespeeld - 1939 : Lido - 1940 : Diriangén FC (Diriamba) - 1941 : Diriangén FC (Diriamba) - 1942 : Diriangén FC (Diriamba) - 1943 : Diriangén FC (Diriamba) - 1944 : Diriangén FC (Diriamba) - 1945 : Diriangén FC (Diriamba) - 1946 : Ferrocarril - 1947 : Colegio C-A - 1948 : Ferrocarril - 1949 : Diriangén FC (Diriamba) - 1950 : Aduana - 1951 : Aduana - 1952 : onbekend - 1953 : Diriangén FC (Diriamba) - 1954 : La Salle - 1955 : Aduana - 1956 : Diriangén FC (Diriamba) |  | - 1957 : onbekend - 1958 : Club Atlético - 1959 : Diriangén FC (Diriamba) - 1960 : La Nica - 1961 : Santa Cecilia - niet gespeeld tussen 1962 en 1964 - 1965 : Santa Cecilia - 1966 : Flor de Caña - 1967 : Flor de Caña - 1968 : Universidad Centroamericana (Managua) - 1969 : Diriangén FC (Diriamba) - 1970 : Diriangén FC (Diriamba) - 1971 : Santa Cecilia - 1972 : Santa Cecilia - 1973 : Santa Cecilia - 1974 : Diriangén FC (Diriamba) - 1975 : Universidad Centroamericana (Managua) - 1976 : Universidad Centroamericana (Managua) - 1977 : Universidad Centroamericana (Managua) - niet gespeeld tussen 1978 en 1979 - 1980 : Bufalos (Rivas) - 1981 : Diriangén FC (Diriamba) - 1982 : Diriangén FC (Diriamba) - 1983 : Diriangén FC (Diriamba) - 1984 : Masaya |  | - 1985 : América Managua - 1986 : Masaya - 1987 : Diriangén FC (Diriamba) - 1988 : América Managua - 1989 : Diriangén FC (Diriamba) - 1990 : América Managua - 1991 : Real Esteli - 1992 : Diriangén FC (Diriamba) - 1993 : Juventus Managua - 1994 : Juventus Managua - 1994/95 : Diriangén FC (Diriamba) - 1995/96 : Diriangén FC (Diriamba) - 1996/97 : Diriangén FC (Diriamba) - 1997/98 : Deportivo Walter Ferretti (Managua) - 1998/99 : Real Esteli - 1999/00 : Diriangén FC (Diriamba) - 2000/01 : Deportivo Walter Ferretti (Managua) - 2001/02 : Deportivo Jalapa - 2002/03 : Real Esteli - 2003 A : Real Esteli - 2004 C : Real Esteli - 2004 A : Diriangén FC (Diriamba) - 2005 C : Diriangén FC (Diriamba) - 2005/06 : Diriangén FC (Diriamba) - 2006/07 : Real Esteli - 2007/08 : Real Esteli - 2008/09 : Real Esteli - 2009/10 : Real Esteli |  | - 2010/11 : Real Esteli - 2011/12 : Real Esteli - 2012/13 : Real Esteli - 2013/14 : Real Esteli - 2014/15 : Walter Ferretti - 2015/16 : Real Estelí - 2016/17 : Real Estelí - 2017 Apertura : Walter Ferretti - 2018 Clausura : Diriangén - 2018 Apertura : Managua - 2019 Clausura : Real Estelí |